# Рокі-Форк-Пойнт (Огайо)
Рокі-Форк-Пойнт (англ. Rocky Fork Point) — переписна місцевість (CDP) в США, в окрузі Гайленд штату Огайо. Населення — 742 особи (2020).

## Географія
Рокі-Форк-Пойнт розташоване за координатами 39°11′20″ пн. ш. 83°29′16″ зх. д. / 39.18889° пн. ш. 83.48778° зх. д. (39.188919, -83.487645).  За даними Бюро перепису населення США в 2010 році переписна місцевість мала площу 3,17 км², з яких 1,84 км² — суходіл та 1,33 км² — водойми.

## Демографія
Згідно з переписом 2010 року, у переписній місцевості мешкало 639 осіб у 277 домогосподарствах у складі 177 родин. Густота населення становила 202 особи/км².  Було 425 помешкань (134/км²).
Расовий склад населення:
| - 98,9 % — білих - 0,5 % — азіатів - 0,3 % — чорних або афроамериканців |

До двох чи більше рас належало 0,3 %. Частка іспаномовних становила 1,6 % від усіх жителів.
За віковим діапазоном населення розподілялося таким чином: 21,3 % — особи молодші 18 років, 57,9 % — особи у віці 18—64 років, 20,8 % — особи у віці 65 років та старші. Медіана віку мешканця становила 46,5 року. На 100 осіб жіночої статі у переписній місцевості припадало 99,1 чоловіків;  на 100 жінок у віці від 18 років та старших — 95,7 чоловіків також старших 18 років.
За межею бідності перебувало 58,8 % осіб, у тому числі 82,4 % дітей у віці до 18 років та 26,7 % осіб у віці 65 років та старших.
Цивільне працевлаштоване населення становило 180 осіб. Основні галузі зайнятості: виробництво — 63,3 %, транспорт — 8,9 %, освіта, охорона здоров'я та соціальна допомога — 6,1 %, інформація — 5,0 %.